# Cours Napoléon (Ajaccio)
Pour les articles homonymes, voir Cours Napoléon.

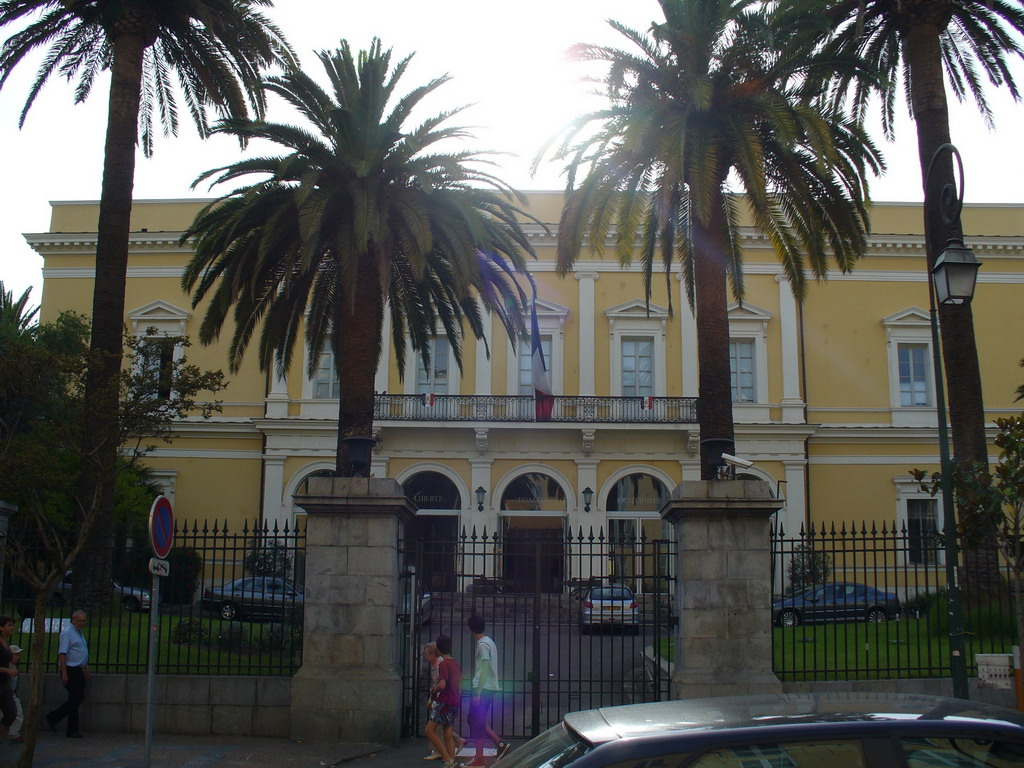
La préfecture de Corse

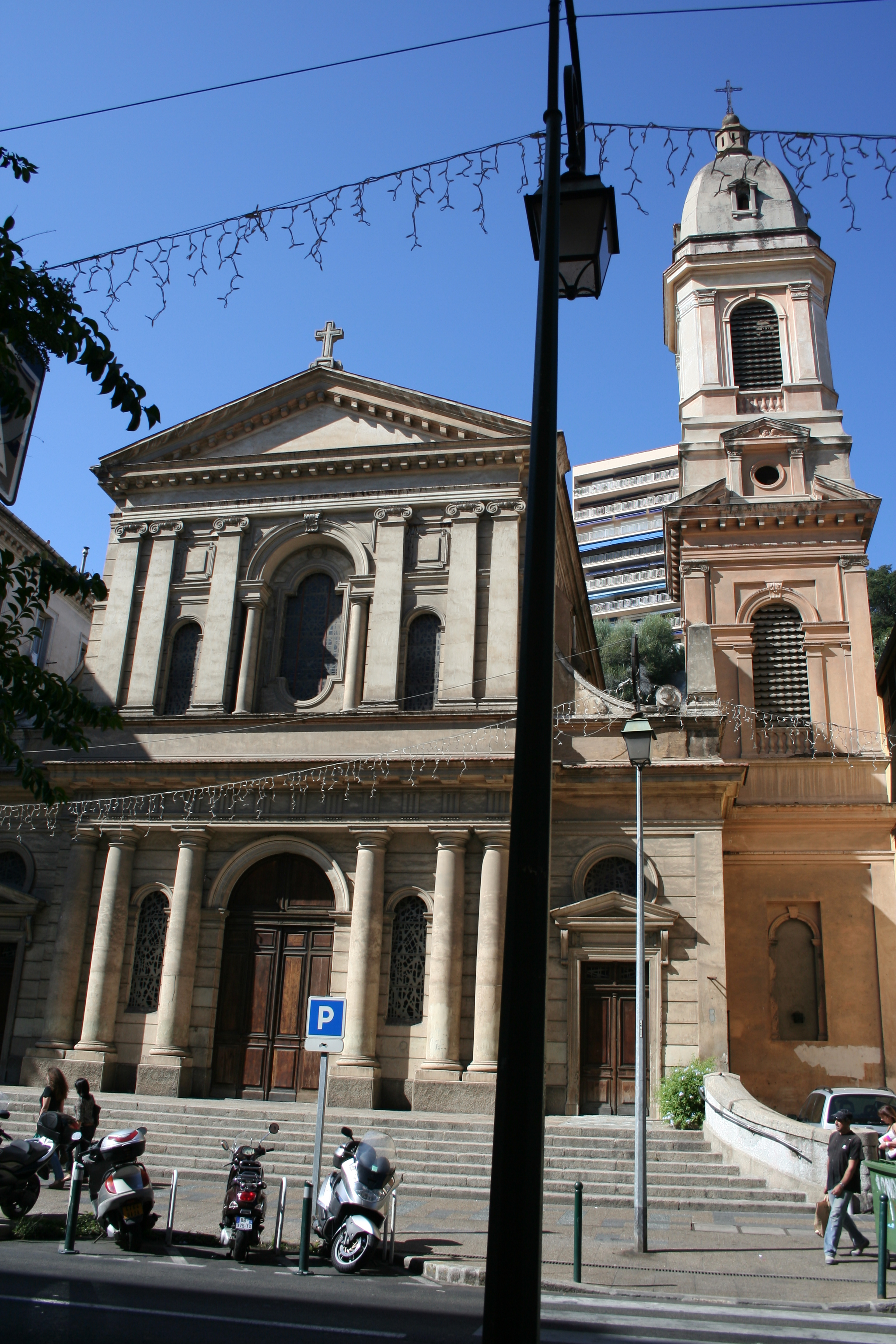
L'église Saint-Roch

Le cours Napoléon est une voie de la commune française d'Ajaccio.

## Origine du nom
Le cours Napoléon rend hommage à Napoléon Ier (1769-1821), né à Ajaccio, empereur des Français du 18 mai 1804 au 6 avril 1814 et du 20 mars 1815 au 22 juin 1815.

## Bâtiments remarquables et lieux de mémoire
- à l'extrémité sud du Cours se trouve le palais Lantivy, siège de la préfecture de Corse.
- No 27 : l'église Saint-Roch, de style néoclassique du XIXe siècle.